# Osmolskina
Osmolskina is een geslacht van uitgestorven reptielen dat behoort tot de Archosauria. Hij leefde in het Vroeg-Trias (Olenekien, ongeveer 248 - 247 miljoen jaar geleden) en zijn fossiele overblijfselen zijn gevonden in Polen.

## Naamgeving
Osmolskina czatkowicensis werd voor het eerst beschreven in 2003 door Borsuk−Białynicka & Evans, op basis van talrijke onsamenhangende fossielen uit karstafzettingen in Czatkowice, Zuid-Polen. De typesoort is Osmolskina czatkowicensis. De geslachtnaam eert de grote Poolse paleontologe Halszka Osmólska. De soortaanduiding verwijst naar de vindplaats.
Het holotype is ZPAL R-I/77, een bovenkaaksbeen met neusbeen. Honderden losse botten zijn aan de soort toegewezen.

## Beschrijving
Osmolskina moet veel op de bekende Euparkeria hebben geleken, maar het formaat was kleiner. De schedel was slechts zes centimeter lang, terwijl het dijbeen vier centimeter lang was en het scheenbeen slechts drie centimeter. Aangenomen wordt dat het dier een lengte van veertig centimeter niet heeft bereikt.
Vergeleken met Euparkeria had Osmolskina een dunne, enigszins uitstekende en gebogen premaxilla (maar minder dan bij de proterosuchiden) die losjes aan de kaak was bevestigd (zonder een pen-in-gat-verbinding), er  waarschijnlijk van gescheiden door een hiaat. Bovendien had Olsmolskina een min of meer vierkante opgaande tak van het bovenkaaksbeen en een licht ingesprongen fenestra antorbitalis. Bij Olsmolskina is de snuit minder langwerpig dan die van Euparkeria en de oogkas ronder. De onderkaak had een lichtgebouwde achterste helft, in tegenstelling tot die van Euparkeria; het opperarmbeen was korter, het dijbeen meer gedraaid en de tanden waren minder zijdelings samengedrukt. Zelfs vergeleken met Dorosuchus was Osmolskina kleiner en had een meer gewrongen dijbeen.

## Classificatie
De naamgevers plaatsten deze vorm, met enige twijfel, in de euparkeriiden, een groep basale archosauriformen die typisch is voor het Vroeg - Midden-Trias, meestal klein van formaat. Een meer gedetailleerde studie uit 2009 versterkte deze hypothese verder.
De sterke gelijkenis tussen Euparkeria en Osmolskina maakte het belangrijk hun onderscheid aan te geven. Aan talrijke onderscheidende kenmerken van de Osmolskina-schedel, werden twee postcraniale kenmerken toegevoegd: de iets langere cervicale centra bij Osmolskina en de extreem voorwaartse positie van het foramen coracoideum. De verschillen in termen van grootte, stratigrafische leeftijd en geografische oorsprong (Euparkeria komt van het Anisien van het Gondwanische deel van Pangea, Osmolskina van het Olenekien van het Laurasische deel) rechtvaardigen een onderscheid te maken.
Volgens een traditionele classificatie behoren de geslachten Osmolskina en Euparkeria tot de familie Euparkeriidae, evenals Dorosuchus van Rusland, ongeveer twee keer zo groot als Osmolskina en iets meer afgeleid in de structuur van het dijbeen. Volgens de auteurs van het onderzoek wordt deze familie echter niet ondersteund door synapomorfieën, gedeelde afgeleide kenmerken, maar alleen door een schijnbaar unieke combinatie van plesiomorfe en apomorfe kenmerken (Borsuk − Białynicka en Sennikov, 2009).